# Château-chalon (AOC)
Pour la commune, voir Château-Chalon.
Le château-chalon est un vin jaune d'appellation d'origine contrôlée produit autour de Château-Chalon, dans le département du Jura.
Ce n'est pas la seule appellation sous laquelle on peut trouver du vin jaune (il y a aussi les AOC l'étoile, arbois et côtes-du-jura), mais c'est la seule spécialisée uniquement dans ce produit. Son aire de production est modeste, ne représentant que 2,5 % du vignoble du Jura.

## Historique
La réputation de ce vin est liée au chapitre Notre-Dame de Château-Chalon, qui était réservé du XIIIe siècle jusqu'à la Révolution à des chanoinesses issues de la noblesse. Le vignoble de l'abbaye produisait alors ce qui était appelé des « vins de gelée » ou des « vins de garde ». L'origine du vin jaune reste obscure ; il est mentionné en 1866 par Louis Pasteur. Lors d'une rencontre avec Klemens Wenzel von Metternich en la résidence de ce dernier au Domaine Johannisberg, Napoléon III après avoir dégusté l'un des vins produits par ce domaine aurait affirmé « avoir bu le meilleur vin du monde ». Metternich lui aurait rétorqué : « Le meilleur vin du Monde est produit dans un petit canton de votre empire, à Château-Chalon… ». Château-Chalon est le berceau jurassien historique du vin jaune.
Le syndicat des producteurs de Château-Chalon est fondé le 14 mai 1933. L'appellation est reconnue officiellement par le décret du 29 mai 1936 : le nom est alors « Château-Châlons », avec une rendement limité à 20 hl/ha et déjà une délimitation précise de l'aire de production (« sur les pentes au pied de la falaise du Bajocien et comprise à l'intérieur du périmètre ci-après : à l'est le pied de cette falaise ; au nord et nord-ouest le chemin vicinal 205 de Voiteur à Ménétru ; à l'ouest par la Seille et le chemin GC 70 de Voiteur à Névy ; au sud et sud-est par le ruisseau du Chapeau »).
Le cahier des charges a été dernièrement modifié en octobre 2009 (le rendement maximal était alors de 50 hl/ha) et en septembre 2011 (passage à 30 hl/ha).

## Vignoble
La zone de production du vin jaune sous l'appellation château-chalon est située à l'intérieur des communes du département du Jura de Château-Chalon, Domblans, Menétru-le-Vignoble et Nevy-sur-Seille. Il s'agit d'une partie du Revermont, sur des pentes entre 250 et 400 mètres d'altitude d'orientation sud à sud-ouest, formées de marnes grises du Jurassique inférieur, sous la corniche de calcaire jaunâtre du Jurassique moyen qui fourni de nombreux éboulis.
Selon les Douanes, la superficie revendiquée en 2023 sous l'appellation est de 52 hectares. Le vignoble de Château-Chalon n'est pas constitué uniquement de cépage savagnin B, mais seul celui-ci, s'il est vinifié en vin jaune, a droit à l'appellation, déterminé par un jury seulement les années où toutes les caractéristiques sont réunies pour faire cette appellation (les autres années, la production est déclassée en appellation côtes-du-jura, tel qu'en 1974, 1980, 1984 et 2001).  L'aire de production du château-chalon étant incluse dans celle des côtes-du-jura, la production d'autres cépages des quatre communes de l'appellation peut être commercialisée sous l'AOC côtes-du-jura.
Plus de 400 hectares incluant le vignoble et ses alentours forment un site classé par décret du 16 janvier 2006 pour son caractère « pittoresque » et « historique »,.

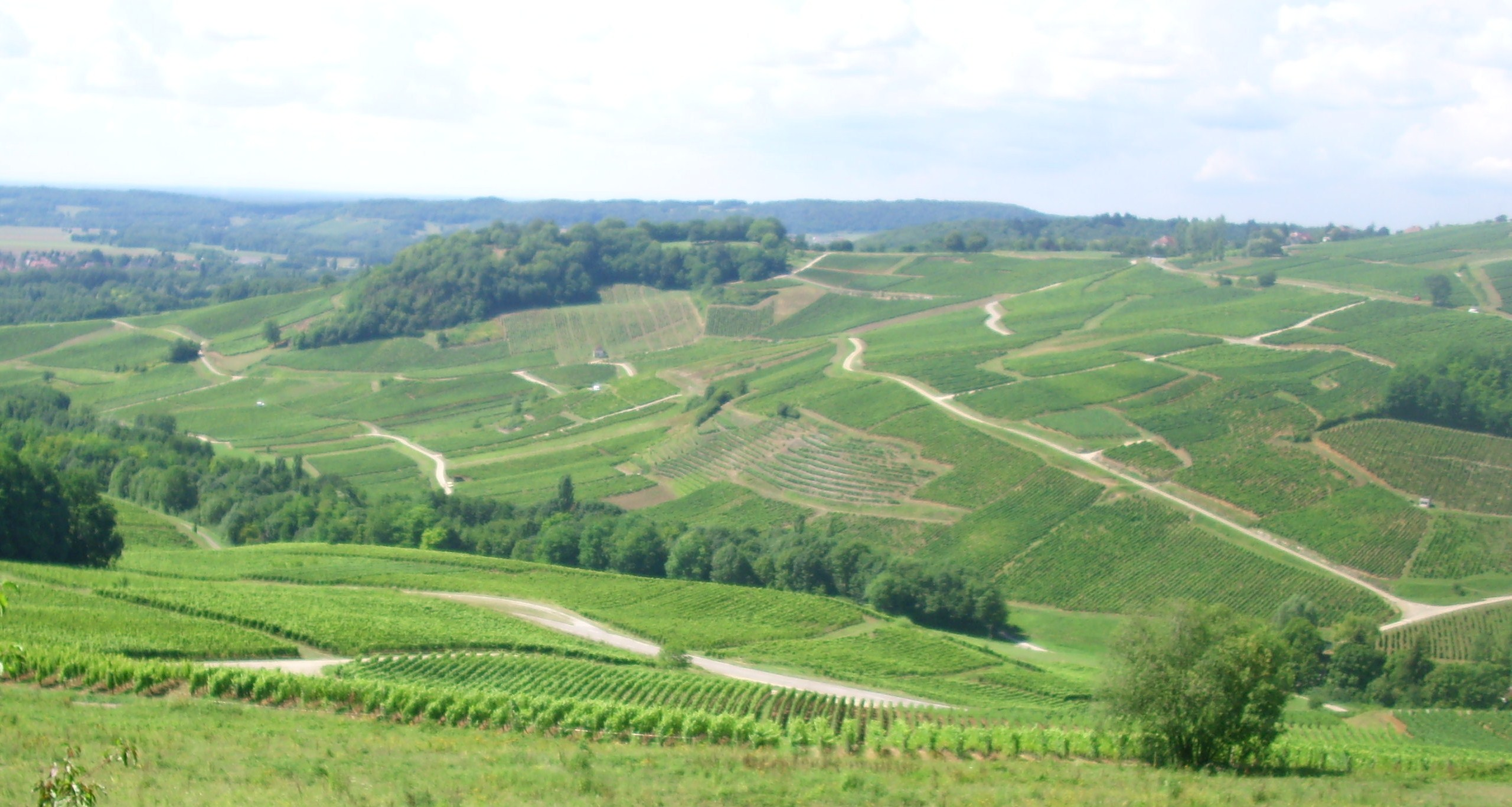
Vue d'une partie du vignoble de Château-Chalon.
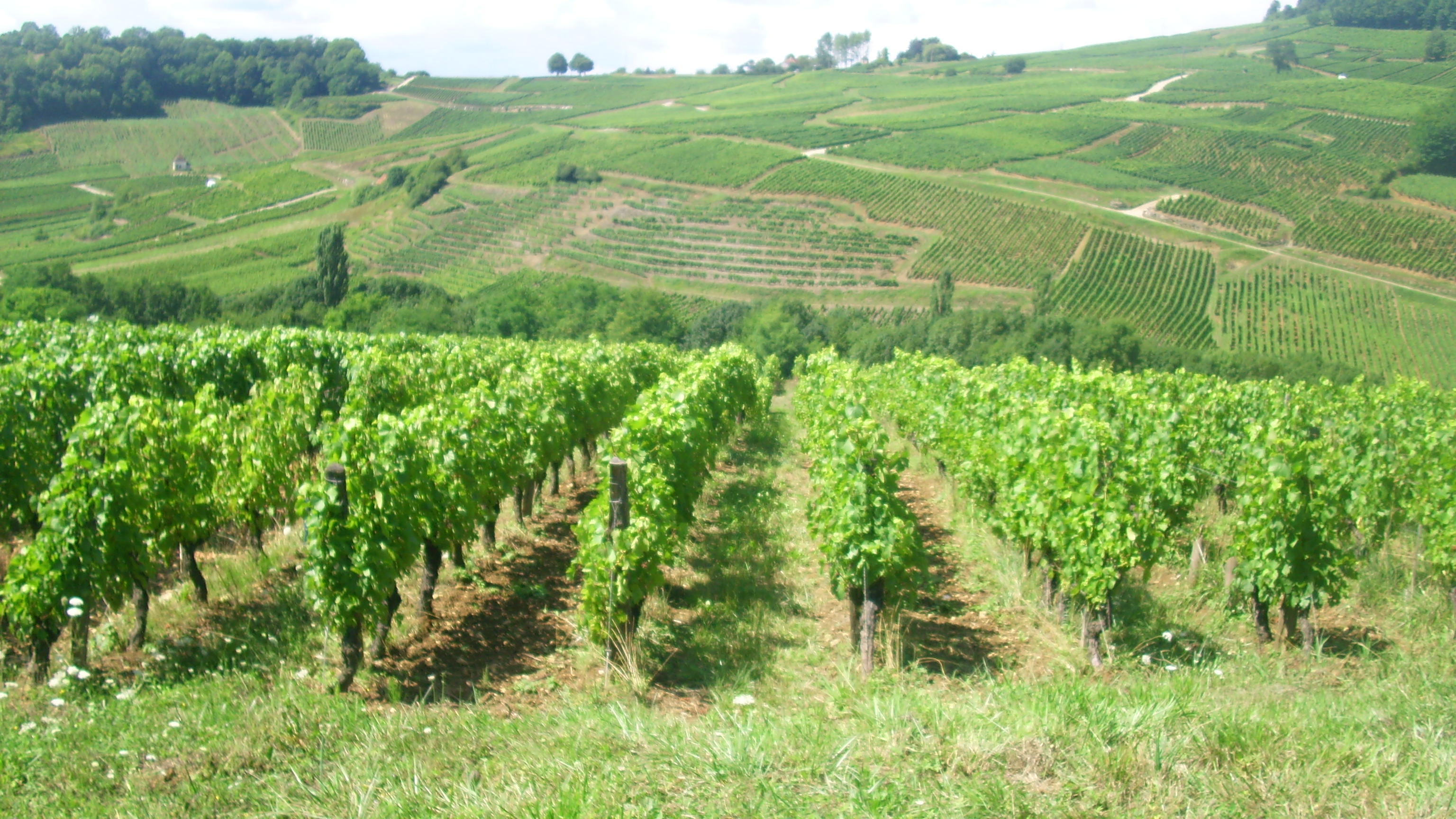
Vue d'une partie du vignoble de Château-Chalon.
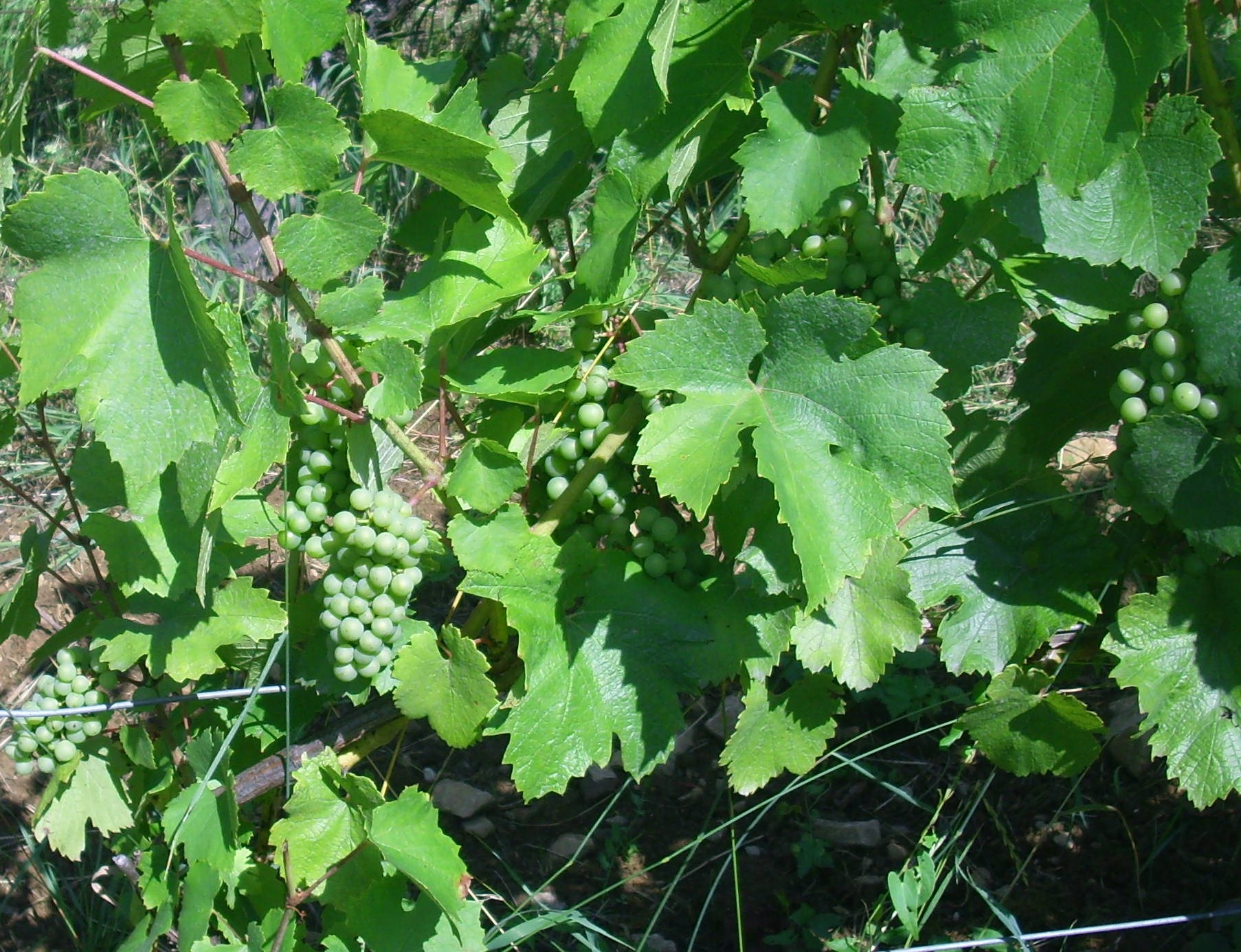
Raisins à Château-Chalon.
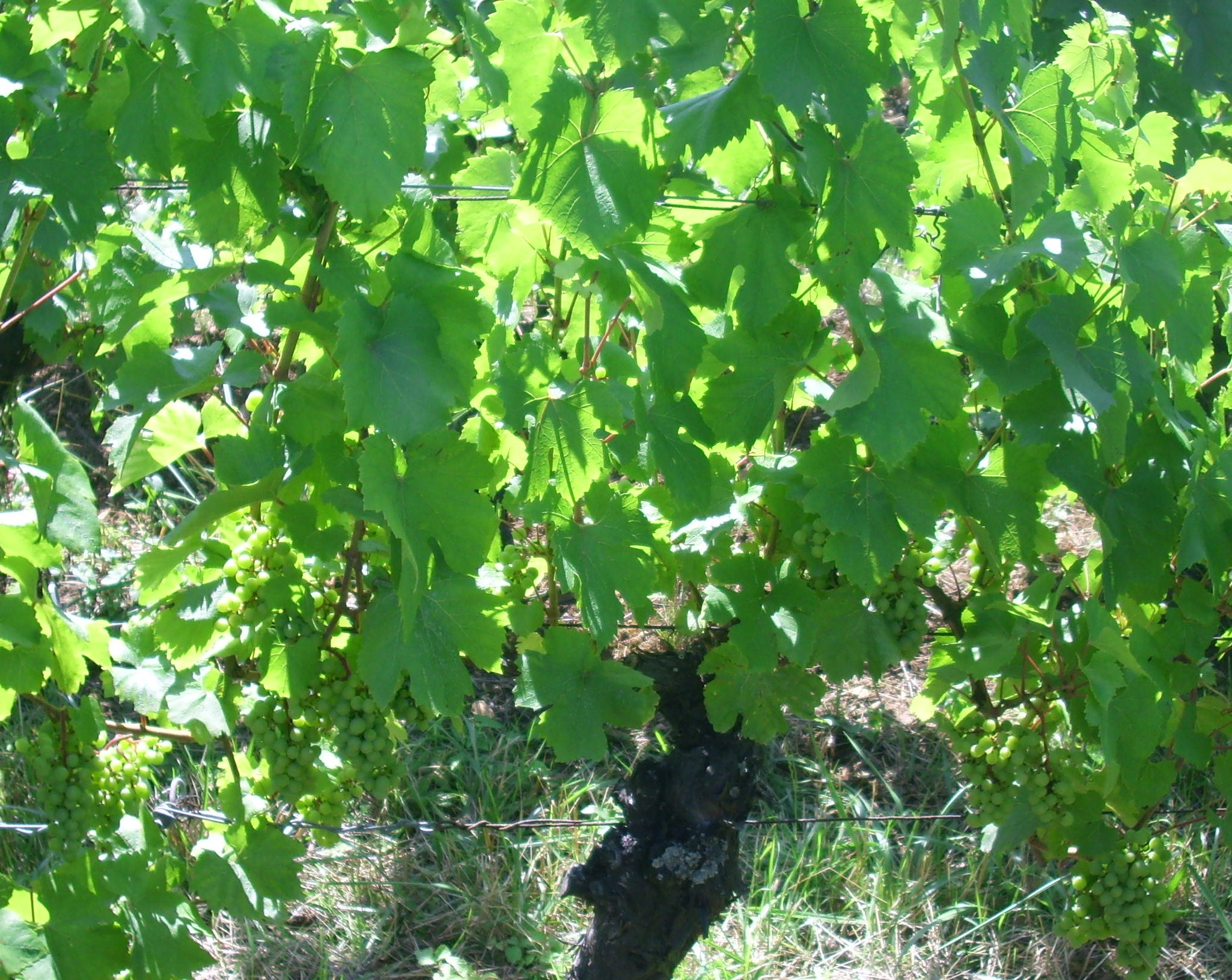
Pied de vigne à Château-Chalon.
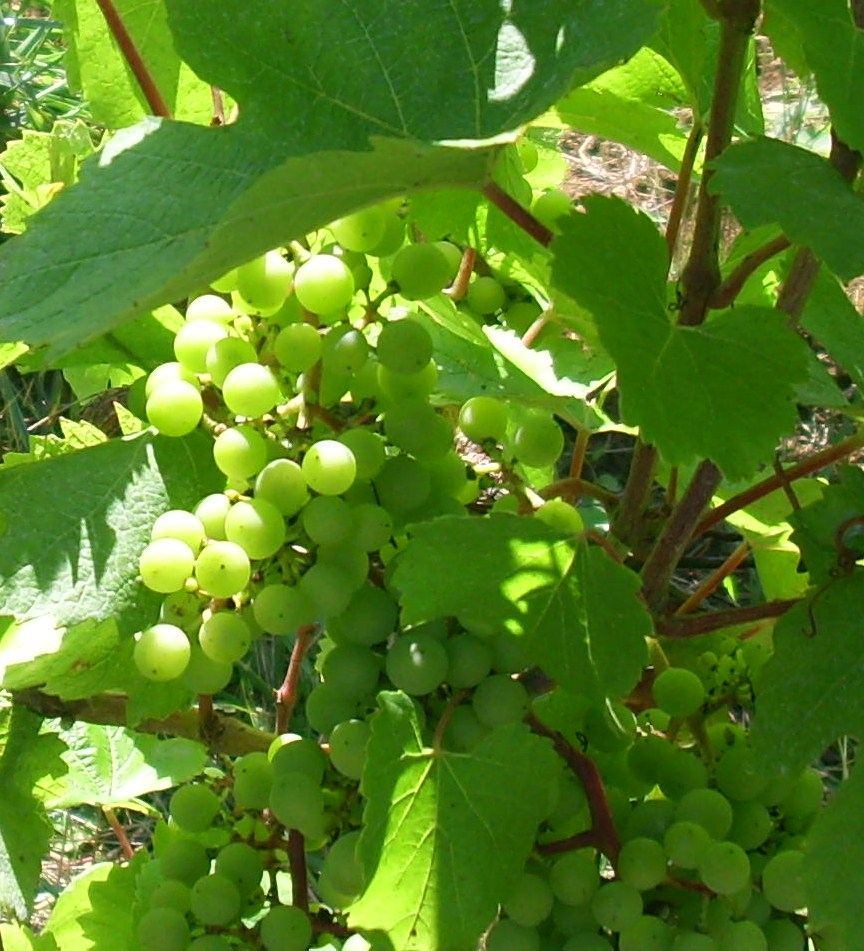
Raisin à Château-Chalon.

## Vins
La production déclarée en 2023 a été d'un total de 2 243 hectolitres (un hectolitre = 100 litres = 161 bouteilles de 62 cl, le vin jaune devant être commercialisé dans un format particulier, le clavelin, contenant 62 cl) et seulement 249 hl en 2024. 

### Rendements
Le rendement maximum autorisé par le cahier des charges est de 30 hectolitres par hectare, avec comme rendement butoir 50 hl/ha. Le rendement réel a été de 43 hl/ha en 2023, puis de 12 hl/ha en 2024 : la production du vignoble du Jura en général, et du vin jaune en particulier, sont sensibles aux aléas climatiques, ce qui se traduit par des rendements très faibles en 2021 et en 2024.
Les données de production des années récentes, telles que publiées par la Douane, sont les suivantes :
| Année | Superficie (ha) | Production (hl) | Rendement (hl/ha) |
| ----- | --------------- | --------------- | ----------------- |
| 2020  | 55              | 1 665           | 30                |
| 2021  | 56              | 816             | 14                |
| 2022  | 53              | 2 007           | 38                |
| 2023  | 53              | 2 243           | 42                |
| 2024  | 54              | 649             | 12                |

### Élaboration et caractéristiques
La particularité du vin jaune est que la vinification se fait sous voile ; cet élevage oxydatif doit se faire durant au minimum 60 mois dans des fûts de chêne sans ouillage, l'élevage devant se poursuivre jusqu'au 15 décembre de la 6e année après la vendange. La mise en bouteille se fait ensuite exclusivement dans des clavelins (de 62 cl).
Depuis 1952, une commission de contrôle de l'AOC passe chaque année dans les vignes un peu avant les vendanges afin de contrôler si le raisin présente toutes les qualités requises pour être classé château-chalon. Cette commission nationale est composée de membres de la Chambre d'agriculture, de la Direction départementale de l'Agriculture et de la Forêt (DDAF), de l'Institut national de l'origine et de la qualité (INAO), de la Société de viticulture, du laboratoire d’analyse agricole et de producteurs et de négociants œnologies qui accordent ou non l'appellation château-chalon.

### Gastronomie

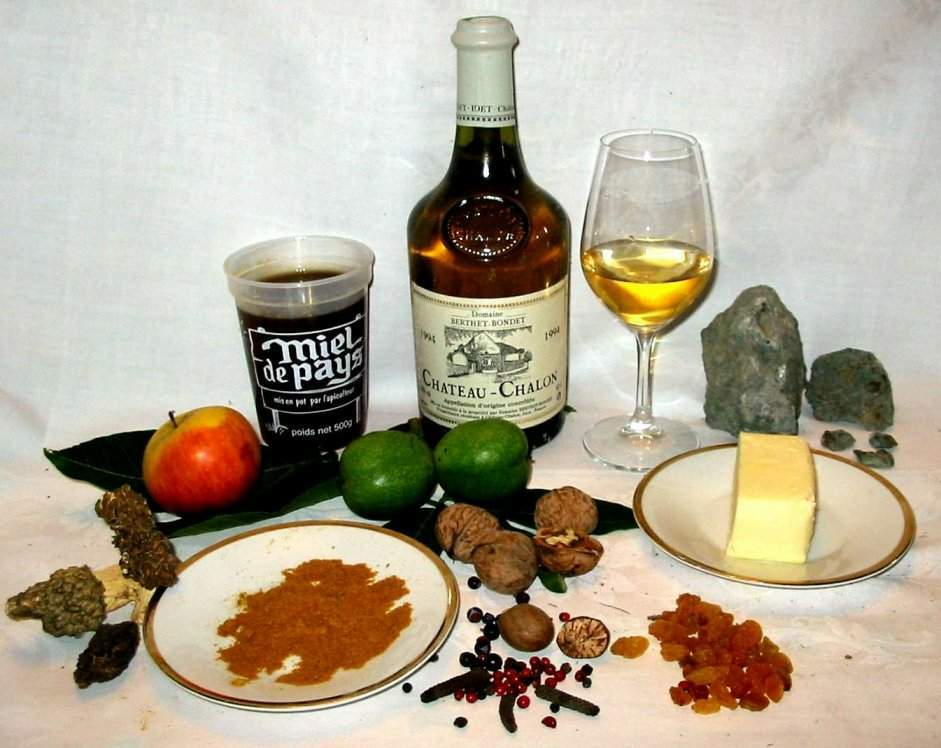
Une bouteille de vin jaune de l'appellation château-chalon entourée de produits évoquant ses goûts.

Le vin jaune est un vin blanc sec de couleur dorée soutenue. Il s'agit d'un vin puissant, au nez et au goût intenses, avec une grande longueur en bouche : son « goût de jaune » rappelle les fruits secs (la noix fraîche en particulier), la pomme très mûre, les fruits confits et les épices (curry, cannelle, vanille ou muscade). Il se conserve sans problème durant 50 ou 100 ans.

### Liste de producteurs
Le site du syndicat liste 28 producteurs commercialisant l'appellation, dont une cave coopérative (la fruitière) et quelques négociants :
- domaine Baud, au Vernois (route de Voiteur) ;
- Berthet Bondet, à Château-Chalon ;
- Philippe Butin, à Lavigny ;
- domaine Bourdy, à Arlay ;
- Daniel Chalandard, à Domblans ;
- GAEC Château Guinand, à Nevy-sur-Seille ;
- Denis Chevassu, à Menétru-le-Vignoble (Granges Bernard) ;
- Hubert Clavelin & Fils, au Vernois ;
- Compagnie des grands vins du Jura (groupe Grands Chais de France), à Hauteroche (Crançot, route de Mirebel) ;
- J-Marie Courbet et Fils, à Nevy-sur-Seille ;
- Daniel Credoz (Cellier de Bellevue), à Menétru-le-Vignoble ;
- domaine Credoz (Jean-Claude et Annie), à Château-Chalon ;
- domaine de Lahaye (Jean-Pierre et Guillaume Tissot), à Nevy-sur-Seille ;
- domaine de la Pinte, à Arbois (route de Lyon) ;
- Jacques Durand Perron, à Voiteur ;
- fruitière vinicole de Voiteur, à Voiteur (route de Baume-les-Messieurs) ;
- GAEC Grand, à Passenans ;
- Franck Guilleret, à Château-Chalon ;
- Philippe Guillon, à Nevy-sur-Seille (route de la Vallée) ;
- Henri Maire SCV DOM. (château de Boischailles), à Arbois ;
- Jean Macle et Fils, à Château-Chalon ;
- François et Alexandra Mossu, à Voiteur (route de Menétru) ;
- domaine Jean-Luc Mouillard, à Mantry ;
- Philippe Peltier, à Menétru-le-Vignoble ;
- domaine Désiré Petit, à Pupillin ;
- Dominique et Sylvie Prost, au Vernois (route de Voiteur) ;
- Jean-Pierre Salvadori, à Château-Chalon ;
- Christophe Tresy, à Baume-les-Messieurs.